# Jean Lucas (automobilista)
Jean Lucas (25 de abril de 1917 – 27 de setembro de 2003) foi um automobilista francês que participou do GP da Itália de 1955 de Fórmula 1.